# アラニジピン
アラニジピン（Aranidipine、INN、商標名：Sapresta）は、カルシウム拮抗剤である。